# Téléphérique Chalais-Briey-Vercorin
Pour les articles homonymes, voir CBV.
Le téléphérique Chalais-Briey-Vercorin (CBV) relie Chalais à Vercorin en Suisse. Le parcours dure 7 minutes. Sur demande, il est possible de s'arrêter à Briey. Le téléphérique a été construit en 1989 par la société Garaventa.